# Ramón Vinay
Ramón Vinay (Chillán, 31 agosto 1911 – Puebla, 4 gennaio 1996) è stato un tenore cileno.
Ricordato come il più famoso Otello verdiano del secondo dopoguerra insieme a Mario Del Monaco, ebbe in repertorio anche altri importanti ruoli, in particolare del melodramma italiano e wagneriano.

## Biografia
Incoraggiato dalla madre a studiare canto, iniziò la carriera operistica nel 1938 in Messico come baritono. Più tardi passò alla registro di tenore, avendo così un secondo debutto nel 1943 e iniziando durante la seconda guerra mondiale una carriera di grandi successi nel repertorio di tenore drammatico. 
Tornò sporadicamente al registro di baritono nel 1962 a si ritirò dalla scene nel 1969. Anche come tenore, il suo timbro vocale mantenne il bronzeo colore baritonale degli inizi.
Guadagnò particolari riconoscimenti per la sua interpretazione di Otello, di cui per un certo tempo fu interprete di riferimento. Probabilmente la sua più significativa apparizione nel ruolo avvenne nel 1947, diretto da Arturo Toscanini, per una trasmissione radiofonica della NBC pubblicata dalla RCA Victor. 
Eccellente attore, nel 1948 fu il primo cantante a sostenere il ruolo di Otello in televisione, quando vennero utilizzati il cast e un allestimento del Metropolitan di New York. 
Cantò il ruolo anche alla Scala, a Salisburgo e alla Royal Opera House di Londra, interpretandolo complessivamente un centinaio di volte.
Il repertorio abbracciò inoltre impegnativi ruoli wagneriani, eseguiti al Festival di Bayreuth nel periodo 1952-1957 (Tannhäuser, Tristano, Lohengrin, Parsifal), Radames in Aida, Canio in Pagliacci, Don José in Carmen e Sansone in Samson et Dalila. I ruoli di baritono furono Don Bartolo, Telramund, Jago, Falstaff, Scarpia.
Fu "National Patron" della "Delta Omicron", una confraternita di musicisti professionisti. Morì in Messico all'età di 84 anni.

## Curiosità
Esiste un'incisione dal vivo dall'Opera di Dallas in cui Vinay canta il ruolo di Jago e Mario Del Monaco quello di Otello;  Del Monaco apprezzava molto l'interpretazione di Otello di Vinay, per cui averlo accanto come Jago fu per lui una grande emozione.
Ramon Vinay, il tenore argentino Carlos Guichandut e i baritoni Paolo Silveri e Piero Campolonghi sono gli unici cantanti di una certa fama, di cui si ha notizia, ad aver sostenuto in epoca moderna entrambi i ruoli di Otello e Jago.

## Repertorio
| Ruolo                            | Titolo                                                                 | Autore           |
| -------------------------------- | ---------------------------------------------------------------------- | ---------------- |
| Cyrano di Bergerac               | Cyrano di Bergerac                                                     | Alfano           |
| Don José                         | Carmen                                                                 | Bizet            |
| Julien                           | Louise                                                                 | Charpentier      |
| Canio                            | Pagliacci                                                              | Leoncavallo      |
| Nerone                           | L'incoronazione di Poppea                                              | Monteverdi       |
| Des Grieux                       | Manon Lescaut                                                          | Puccini          |
| Barone Scarpia Mario Cavaradossi | Tosca                                                                  | Puccini          |
| Griška Kuter'ma                  | La leggenda dell'invisibile città di Kitež e della fanciulla Fevronija | Rimskij-Korsakov |
| Don Bartolo                      | Il barbiere di Siviglia                                                | Rossini          |
| Samson                           | Samson et Dalila                                                       | Saint-Saëns      |
| Herodes                          | Salomè                                                                 | Strauss          |
| Aegisth                          | Elektra                                                                | Strauss          |
| Grande Inquisitore               | Don Carlo                                                              | Verdi            |
| Radamès                          | Aida                                                                   | Verdi            |
| Jago Otello                      | Otello                                                                 | Verdi            |
| Sir John Falstaff                | Falstaff                                                               | Verdi            |
| Tannhäuser                       | Tannhäuser                                                             | Wagner           |
| Lohengrin Telramund              | Lohengrin                                                              | Wagner           |
| Loge                             | Das Rheingold                                                          | Wagner           |
| Siegmund                         | Die Walküre                                                            | Wagner           |
| Siegfried                        | Götterdämmerung                                                        | Wagner           |
| Tristan                          | Tristan und Isolde                                                     | Wagner           |
| Parsifal                         | Parsifal                                                               | Wagner           |

## Registrazioni scelte
- Bizet - Carmen (Stokowski/Heidt, Pease, M. Koshetz) - Eklipse
- Leoncavallo - Pagliacci (Antonicelli/Quarteraro, Warren, Thompson) - Guild
- Saint-Saëns - Samson et Dalila (Cellini/Stevens) - VAI
- Verdi - Otello (Toscanini/Nelli, Valdengo) - RCA
- Verdi - Otello (Busch/Albanese, Warren) - Preiser Arkadia
- Verdi - Otello (Furtwängler/Martinis, Schöffler) - EMI
- Verdi - Otello (Cleva 1950/1951/excerpts/Steber, Guarrera) - Preiser
- Verdi - Otello (Beecham 1958/Stella, Taddei, Modesti) - Idis
- Wagner - Lohengrin (Sawallisch/Thomas, Silja, Varnay, Crass) - Philips
- Wagner - Parsifal (Krauss/Mödl, London, Weber, Uhde, Greindl) - Arlecchino
- Wagner - Parsifal (Knappertsbusch/Mödl, Fischer-Dieskau, Greindl) - Myto
- Wagner - Der Ring des Nibelungen (Keilberth/Mödl, Resnik, Hotter, Windgassen, Uhde, Weber) - Melodram
- Wagner - Der Ring des Nibelungen (Krauss/Varnay, Hotter, Resnik, Greindl, Malaniuk) - Gala
- Wagner - Tannhäuser (Keilberth/Brouwenstijn, Fischer-Dieskau, Greindl)- Melodram
- Wagner - Tristan und Isolde (Jochum/Varnay, Neidlinger, Weber, Malaniuk) - Melodram
- Wagner - Tristan und Isolde (Karajan/Mödl, Weber, Hotter, Malaniuk) - Myto
- Recital live (Arias by Verdi, Leoncavallo, Saint-Saëns, Wagner, duets with Ljuba Welitsch) - Melodram
- Four Famous Met-Tenors of the Past (Peerce, Björling, Tucker) - Preiser - LV
- Met - 100 Singers - RCA

## Ascolti audio
- Richard Wagner, Walküre 2. Aufzug: "Weh! Weh! Suessestes Weib!"

Dirigent: Clemens Krauss; Festspielhaus Bayreuth, 1953
- Richard Wagner, Lohengrin 2. Aufzug: "Erhebe dich, Genossin meiner Schmach!" (as Telramund)

Dirigent: Wolfgang Sawallisch; Festspielhaus Bayreuth, 1962
- Richard Wagner, Lohengrin 2. Aufzug: "Du wilde Seherin" (as Telramund)

Dirigent: Wolfgang Sawallisch; Festspielhaus Bayreuth, 1962